# Лантперт (Бавария)
Лантперт (Lantpert; Landfried; * пр. 636; † сл. 680) е през 680 г. херцог на Бавария от династията Агилолфинги.

## Биография
Син е на Теодо I и Глейзнод от Фриули. Брат е на Ута (вероятно e Ита), която се омъжва за Гримоалд I, херцог на Беневенто (647 – 662), крал на лангобардите и крал на Италия от 662 до 671 г.
В двореца на баща му в Регенсбург се заселва като гост владиката мисионер Емерам, който след три години, на 22 септември 652 г., до Мюнхен е убит по жесток начин от Лантперт, според „Vita Haimhrammi“, казвайки му Aie, episcope et gener noster!. Това става заради сестра му Ута, която очаква дете от чиновник, а казва, че е от Емерам (по негов съвет). Ута напуска двореца, за да се омъжи. Лантперт по-късно, вече като херцог, е смъкнат от трона и изгонен от Бавария. Наследник на трона става Теодо II (680 – 717), внукът на Гарибалд II.